# Odontomachus chelifer
Odontomachus chelifer is een mierensoort uit de onderfamilie van de Ponerinae. De wetenschappelijke naam van de soort is voor het eerst geldig gepubliceerd in 1802 door Latreille.